# Xie Jun
Dans ce nom, le nom de famille, Xie, précède le nom personnel.
Xie Jun (chinois simplifié : 谢军 ; chinois traditionnel : 謝軍 ; pinyin : Xiè Jūn, née le 30 octobre 1970 à Baoding en Chine) est une joueuse d'échecs chinoise.
Elle a été championne du monde entre 1991 et 1996, et à nouveau entre 1999 et 2001. En octobre 2008 elle est classée 4e mondiale féminine et 11e joueur chinois (derrière Hou Yifan) avec un Elo de 2 574.

## Carrière
À l'âge de six ans, Xie apprend à jouer au xiangqi, les échecs chinois et en devient la championne de Pékin à 10 ans. Les autorités chinoises l'incitent alors à se tourner vers les échecs occidentaux, et elle remporte le tournoi national féminin en 1984. En 1988, elle termine deuxième  ex æquo au championnat du monde d'échecs junior.
À l'âge de 20 ans, Xie accède à la finale du championnat du monde et en 1991 elle défait la tenante du titre depuis 1978, la géorgienne Maia Tchibourdanidzé sur le score de 8,5-6,5. En 1993, elle défend son titre avec succès contre Nana Iosseliani par 8,5-2,5. Elle est cependant battue en 1996 par la hongroise Susan Polgar (4,5-8,5), mais regagne le titre en 1999 en battant la finaliste Alissa Galliamova, après que Susan Polgar eut refusé de défendre son titre
En 2000, la Fédération internationale des échecs change le format du championnat du monde pour un système à élimination directe, et Xie remporte le titre à nouveau, battant sa compatriote Qin Kanying 2,5-1,5 en finale.
Malgré ces performances, Xie Jun a toujours été précédée au classement Elo par Judit Polgár, qui refuse de participer aux événements échiquéens réservés aux femmes.
Xie Jun fait partie de cette génération de Chinoises qui, avec Zhu Chen, Xu Yuhua et Wang Lei, a dominé les Olympiades d'échecs féminines de 1998 à 2004.
Xie Jun a obtenu un doctorat de psychologie et occupe désormais un poste officiel dans l’organisation du sport en Chine.